# Matlock (serie televisiva)
Matlock è una serie TV poliziesca e giudiziaria, interpretata da Andy Griffith nel ruolo dell'avvocato Benjamin Leighton "Ben" Matlock. La serie, creata da Dean Hargrove e prodotta per la CBS Television, è andata in onda dal settembre 1986 al novembre 1992 su NBC e, in seguito, per la ABC, fino al maggio 1995.
Sebbene non sia mai stato confermato ufficialmente, una voce diffusa afferma che il personaggio di Ben Matlock fosse basato sull'avvocato Bobby Lee Cook, noto come il "decano degli avvocati della difesa criminale della Georgia". Cook, che lavorava in una piccola città di montagna, è stato un avvocato dagli anni quaranta e ha guadagnato una reputazione internazionale per il suo successo in cause civili e penali.
La serie è stata trasmessa in Italia prima da Telemontecarlo, poi in seguito dalla Rai e da LA7. Saltuariamente è stata trasmessa anche dal canale Giallo del digitale terrestre.

## Trama
La serie racconta le vicende dell'avvocato Matlock e della sua squadra. Matlock, che vive e lavora ad Atlanta, in ogni episodio deve investigare su un omicidio e scagionare il suo cliente scoprendo il vero colpevole, che solitamente è l'ultimo testimone chiamato dal protagonista durante il processo.
Laureato a Harvard, è vedovo e vive in un cottage alla periferia di Atlanta. Quando accetta un incarico da un cliente si mette a investigare e, grazie ad un fiuto innato, elabora teorie alternative per scoprire il vero colpevole. L'avvocato è un tipo molto tradizionalista e parsimonioso, disdegna gli abiti alla moda vestendo il solito abito grigio chiaro, adora gli hot dog e guida una Ford Crown Victoria grigia. Nonostante la sua parsimonia, la tariffa standard di Matlock è di 100000 $, di solito pagati in anticipo, ma se il cliente non è in grado di pagare tutto o una parte, riduce significativamente la commissione o vi rinuncia completamente, anche se in alcuni casi con riluttanza. Se la situazione lo richiede prende occasionalmente un caso gratuitamente.
Il personaggio di Ben Matlock è apparso in due episodi di Un detective in corsia, dove il dottor Jesse Travis (Charlie Schlatter) viene accusato di omicidio e l'avvocato accetta di difenderlo in tribunale, in quanto amico di vecchia data del protagonista Mark Sloan (Dick Van Dyke). In questa circostanza si scopre che la parsimonia di Matlock deriva dal fatto di aver perso tutti i suoi soldi tempo addietro per un investimento sbagliato suggeritogli dal dottor Sloan.

## Episodi
| Stagione         | Episodi | Prima TV Usa | Prima TV Italia |
| ---------------- | ------- | ------------ | --------------- |
| Prima stagione   | 24      | 1986-1987    | 1987            |
| Seconda stagione | 24      | 1987-1988    | 1988            |
| Terza stagione   | 20      | 1988-1989    |                 |
| Quarta stagione  | 24      | 1989-1990    |                 |
| Quinta stagione  | 22      | 1990-1991    |                 |
| Sesta stagione   | 22      | 1991-1992    |                 |
| Settima stagione | 18      | 1992-1993    |                 |
| Ottava stagione  | 22      | 1993-1994    | 1998            |
| Nona stagione    | 18      | 1994-1995    | 1998            |

## Personaggi

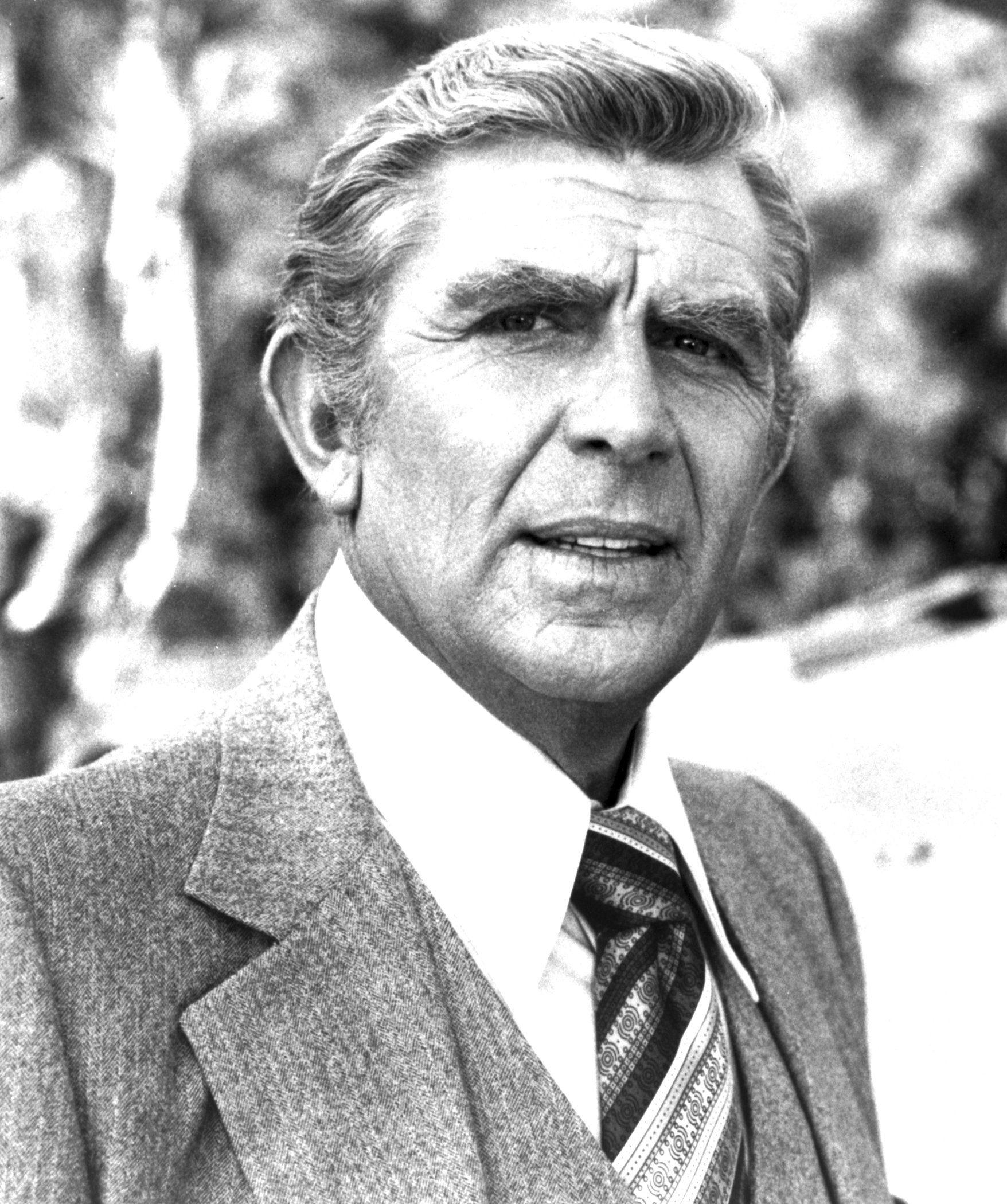
Andy Griffith, protagonista della serie

Nella prima stagione Matlock ha uno studio legale assieme alla figlia Charlene (interpretata da Lori Lethin nel film pilota e in seguito da Linda Purl quando la serie è andata in onda) e si avvale dell'aiuto di Tyler Hudson, un investigatore che si reputa un mago del mercato azionario (interpretato da Kene Holliday) e che spesso lavora sotto copertura per raccogliere informazioni. L'avversario più presente di Matlock in tribunale è il procuratore distrettuale Julie March (interpretata da Julie Sommars) con la quale nasce un'amicizia anche fuori dalle aule: nelle serie successive si scoprirà che Matlock e la March sono segretamente innamorati l'uno dell'altra.
Alla fine della prima stagione Matlock assume anche una giovane studentessa di legge, Cassie Phillips (interpretata da Kari Lizeer). Terminata la prima stagione la figlia Charlene si trasferisce a Filadelfia per avviare un suo studio legale (l'attrice Linda Purl lasciò la serie per dissidi con i colleghi) così Matlock conosce la giovane avvocatessa americana Michelle Thomas (interpretata da Nancy Stafford) durante una trasferta in Inghilterra, a Londra; questa prenderà il posto di Charlene accanto a Matlock mentre Cassie Phillips rimarrà come semplice archivista fino alla fine della seconda stagione al termine della quale sparirà dalle scene senza alcuna giustificazione.
Dopo la terza stagione, l'attore Kene Holliday viene allontanato a causa di problemi con droga e alcool, così il suo personaggio viene sostituito con quello di Conrad McMasters (interpretato da Clarence Gilyard) un giovane vice-sceriffo del North Carolina che viene assunto per investigare sui casi che si presentano. Presto lui e Matlock diventano grandi amici anche perché, al contrario del precedente assistente, questi apprezza la filosofia di vita semplice e spartana dell'avvocato. L'investigatore Conrad rimase per qualche tempo, poi l'attore Clarence Gilyard iniziò a recitare nella serie Walker Texas Ranger e fu sostituito. Durante questa stagione compare anche l'attore Don Knotts, già collega di Andy Griffith ai tempi del suo show negli anni sessanta; qui interpreta "Les" Calhoun, fastidioso vicino di casa di Matlock, nelle scenette umoristiche.
Nel 1992, con la settima stagione, esce di scena Michelle Thomas e arriva un'altra figlia di Matlock, Leanne MacIntyre (interpretata da Brynn Thayer), avuta da un precedente matrimonio quando era a Philadelphia e di cui fino a quel momento non si era mai saputo nulla; il suo ruolo è sostanzialmente lo stesso della sorella Charlene nella prima stagione. Entra a far parte della squadra anche Cliff Lewis (interpretato da Daniel Roebuck) un giovane avvocato senza esperienza, imbranato e goffo, col ruolo di investigatore, il cui padre Billy è il fratello di una ex fidanzata di Matlock che l'avvocato abbandonò per studiare legge poco prima di sposarla. Billy rinfaccia la vicenda a Matlock e lo costringe ad assumere il figlio: i battibecchi tra i due costituiscono le scene leggere della serie.
La serie si concluse con la nona stagione, principalmente per l'età avanzata di Andy Griffith, il quale si riteneva ormai troppo anziano per continuare a interpretare il ruolo di "brillante avvocato".
Alcuni attori interpretarono ruoli diversi in alcuni episodi trasmessi prima che diventassero parte fissa del cast: ad esempio Nancy Stafford interpretò il ruolo di una escort in un episodio della seconda stagione, mentre Daniel Roebuck ha interpretato prima un giovane medico, poi un procuratore distrettuale in un episodio della terza stagione.